# レッズランド

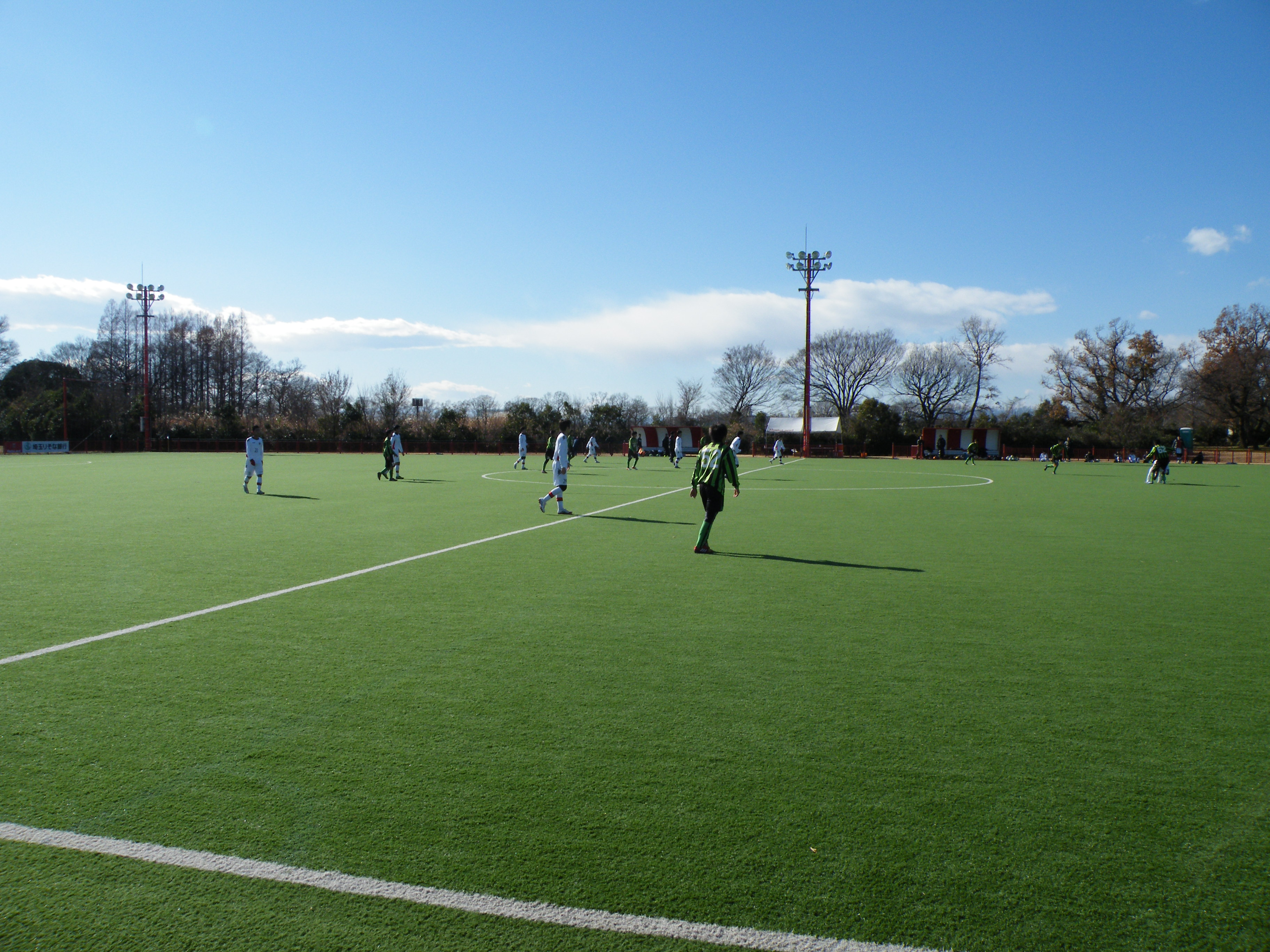
人工芝サッカー場

レッズランド（英: RedsLand）は、埼玉県さいたま市桜区に浦和レッズが創設した総合スポーツクラブ。2005年創設。

## 概要
西ヨーロッパ諸国にうかがえるような地域スポーツ文化の担い手としてのスポーツクラブの役割を明確化し、同時にその具体化に取り組んでいる。会員制ですでに完成した施設から順に会員に開放しており、会員より割高にはなるがビジター利用も可能。

## 施設

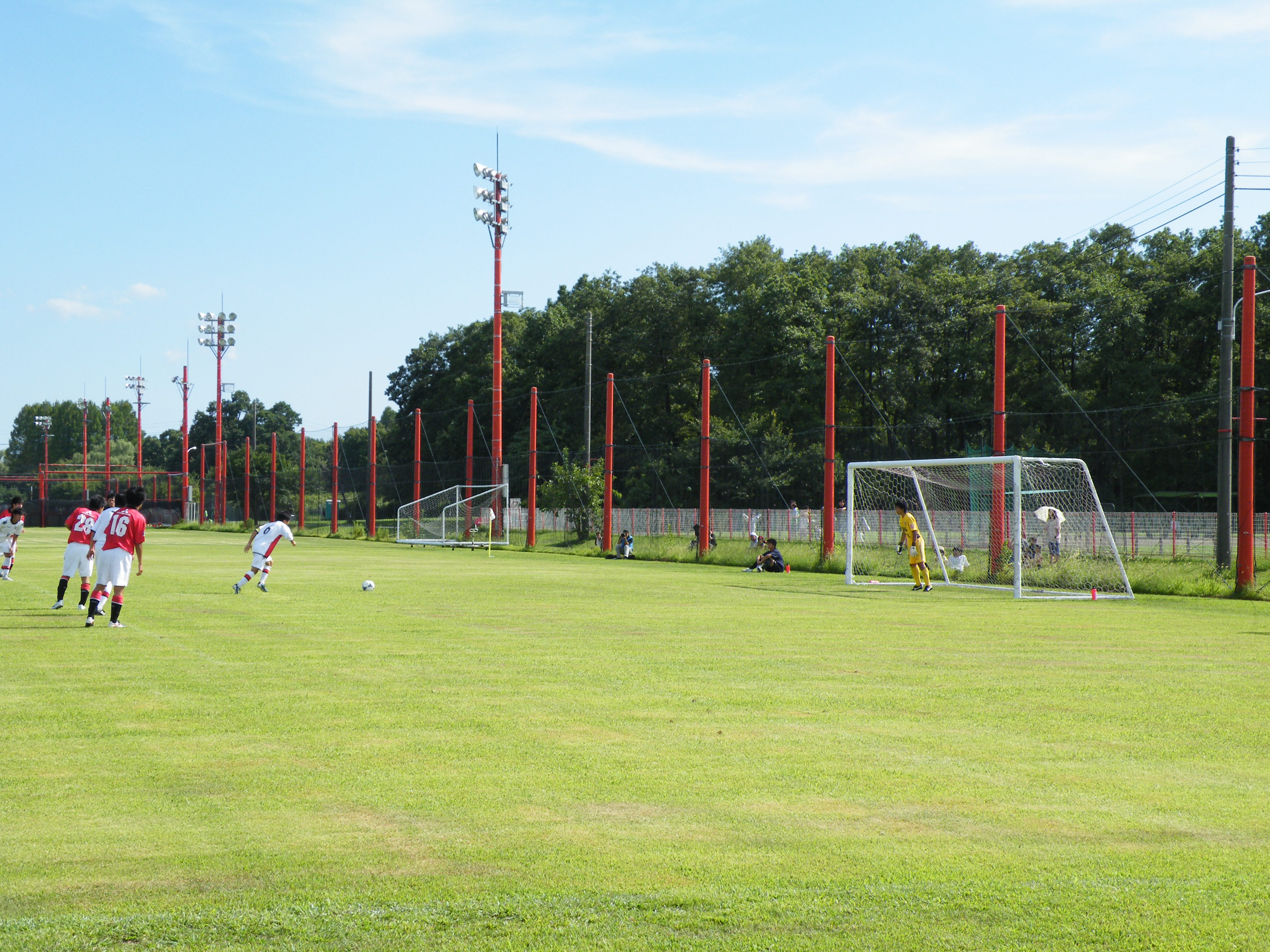
天然芝サッカー場

- 敷地は桜区大字下大久保の14万8,500平方メートル（4万5000坪、東京ドーム3個分）
- サッカー場（天然芝3面・人工芝1面）
  - 天然芝のうち2つ（F1、F2）はレッズのトップチーム、下部組織の練習専用グラウンドで、会員を含めた一般開放不可。
- サッカー場/野球場（天然芝1面）
- ミニサッカー場（天然芝3面）
- フットサル場（人工芝4面）
- テニス場（全天候型など11面）
- サイクリングコース
- デイキャンプ場（バーベキューなどが楽しめる）
- レッズランドハウス（会員の交流の場となるクラブハウス）

## 創設経緯
浦和レッズはより地域文化に根ざした総合型スポーツクラブ作り（Jリーグ百年構想）に着手するための一環として以前から浦和市（現・さいたま市）内に建設する構想を暖めていた。
そんな中、以前よりレッズの練習にも使用していた桜区の荒川河川敷にある東京農業大学のグラウンドの広大な敷地を、東農大が2006年3月で切れる敷地の借地契約を更新せず、運動場を移転することになり、同大学がこの運動場敷地の新たな借主を探していたことから情報収集に努め、その構想実現が可能と判断。2004年3月の開幕前に開かれた「レッズ2004年シーズンを語る会」で「レッズランド計画」が初めて公表された。そして地権者と東京農業大学と浦和レッズの3者で話し合い、浦和レッズが2006年3月以降の長期借地契約を結んだものである。
2005年4月25日から着工し2007年内の完工予定を目指していたが、当初は設計の部分的な見直しも含めて流動的な部分も多かった。もっとも、当初から東京農業大学グラウンド時代の旧施設を再利用しながら段階的に新施設を整備していく方針を取り、着工後3ヶ月も待たない2005年7月17日に先行開業という形で営業を開始している。
目標はスポーツを通しての健全な育成と健康増進で、これまで学校や企業が中心だったそれらの育成に地域コミュニティーが加わって三位一体の運営に取り組む。市民は会員登録（有料）を行えば、優先的に施設を利用できる。（会員でない一般市民も利用可だが、割り増しになる）
この先行開業（仮オープン）の時点では、暫定でサッカーグラウンドと野球場、並びにサッカーとラグビーを併設したグラウンド等が設けられ、今後はサッカーグラウンド4面、フットサルコート8面、ラグビーグラウンド1面、野球場1面、テニス場11面、レンタルサイクルコース、野外活動拠点としてのキャンプ場などを向こう3年間かけて整備していく他、浦和レッズの下部組織の練習拠点としても使用される予定とされていた。
この先行開業にあたり第1次会員募集を行なったところ、定員500名に対し1,235名の応募があった（応募書類総数483通。内訳：個人会員222名、ファミリー会員170家族449名、チーム会員91チーム564名）。もともと応募者多数の場合は抽選を実施するとしていたが、抽選で地元さいたま市・埼玉県の応募者ができるだけ落選しないように定員を精一杯の750名に急遽増やしホームタウン優先枠を設けて対応したという。
先行開業日には記念式典があり相川宗一さいたま市長と川淵三郎日本サッカー協会会長が祝辞を述べ、福田正博（元浦和レッズ）、保坂信之（元浦和レッズ）、中野浩一（競輪解説者）、池山隆寛（元ヤクルトスワローズ、現二軍監督）、松沼博久（元西武ライオンズ）、藪木宏之（元神戸製鋼ラグビー部）、溝口美貴（元プロテニス選手JOP最高3位）による教室が開催され約2,400人を集めた。
レッズランドと命名したのは当時の犬飼基昭浦和レッズ社長で、当初は仮の名前であったが浦和レッズ2004年シーズンを語る会での構想発表後に報道を通じて急速に浸透したため商標登録した。
浦和レッズは2007年までに十数億円を投資すると見られていたが、レッズランドを主要な収益源として考えていないことを発表していた。運営費の財源は会費収入と施設利用料、地元さいたま市・埼玉県の企業を中心にした協賛金としている。目標規模は会員1万人程度で、NPOないし株式会社として浦和レッズから独立させることも計画されている。

## その他
- 2005年10月2日、伊達公子が企画提案し溝口美貴が指導するテニス教室が開講
- 2005年11月13日、日本視覚障害者サッカー全国選手権開催（大阪ダイバンズ優勝）
- 2006年3月に第2次会員募集を行ない、法人会員が新たに加わった。
- 2006年4月1日から、隣接する浦和西体育館の指定管理者となり室内スポーツ部門も併設していく。
- 会員になると浦和レッズの入場券で特に人気のあるレッズシート（R指定）の優先販売に応募できる。
- レッズレディースが練習場として利用している。大宮アルディージャ戦を控えた関東外のJリーグクラブが前日練習で利用していることもある。
- また大宮アルディージャのトップチームのかつての練習場であったNTT東日本総合グラウンドはレッズランドの荒川をはさんだ向いにある。
- 2019年10月の令和元年東日本台風（台風19号）による暴風雨の影響で、荒川から、推定5、6メートルに達する大量の水が流入した[2]。

## 関連事項
- Jリーグ百年構想